# Circonferenza unitaria

Rappresentazione della circonferenza unitaria. t è la misura di un angolo

Una circonferenza unitaria, in matematica, è una circonferenza di raggio unitario, cioè una circonferenza il cui raggio è {\displaystyle 1}. Frequentemente, specialmente in trigonometria, la circonferenza unitaria è centrata nell'origine {\displaystyle (0,0)} in un sistema di coordinate cartesiane nel piano euclideo.

## Generalità
La circonferenza unitaria è spesso indicata con {\displaystyle S^{1}}; la generalizzazione a più dimensioni è la sfera unitaria.
Se {\displaystyle (x,y)} è un punto della circonferenza unitaria del primo quadrante, allora {\displaystyle x} e {\displaystyle y} sono le lunghezze dei lati di un triangolo rettangolo la cui ipotenusa ha lunghezza 1. Quindi, per il teorema di Pitagora, {\displaystyle x} e {\displaystyle y} soddisfano l'equazione
{\displaystyle x^{2}+y^{2}=1.}
Poiché {\displaystyle x^{2}=(-x)^{2}} per ogni {\displaystyle x}, e poiché la riflessione di ogni punto della circonferenza unitaria sull'asse {\displaystyle x} (o {\displaystyle y}) appartiene ancora alla circonferenza unitaria, l'equazione precedente vale per ogni punto {\displaystyle (x,y)} della circonferenza unitaria, non solo nel primo quadrante.
Si può anche usare la nozione di "distanza" per definire altre "circonferenze unitarie".
Ovvero le si può definire come il luogo dei punti che hanno distanza unitaria (modulo uguale a {\displaystyle 1}) dall'origine. In coordinate polari l'equazione sarà
{\displaystyle z=1.}
Vedere la voce sugli spazi normati per alcuni esempi.
Il cerchio unitario è il luogo dei punti del piano aventi una distanza minore o uguale all'unità da un punto detto centro del cerchio. In altri termini il cerchio unitario comprende la circonferenza unitaria e la parte di piano racchiusa dalla circonferenza stessa. Esso è indicato dalle disequazioni:
{\displaystyle x^{2}+y^{2}\leq 1} (in coordinate cartesiane)
{\displaystyle z\leq 1} (in coordinate polari)

## Funzioni trigonometriche sulla circonferenza unitaria
Le funzioni trigonometriche coseno e seno possono essere definite sulla circonferenza unitaria come segue. Se {\displaystyle (x,y)} è un punto della circonferenza unitaria, e se il raggio dall'origine {\displaystyle (0,0)} a {\displaystyle (x,y)} forma un angolo {\displaystyle t} con l'asse {\displaystyle x} positivo (l'angolo misurato nel verso antiorario), allora
{\displaystyle \cos(t)=x}
{\displaystyle \sin(t)=y}
Per definizione delle funzioni seno e coseno, l'equazione {\displaystyle x^{2}+y^{2}=1} fornisce la relazione
{\displaystyle \cos ^{2}(t)+\sin ^{2}(t)=1,}
che è vera per ogni {\displaystyle t} reale.
{\displaystyle t} è definito come un angolo orientato, che cioè assume un segno positivo in un verso e negativo nell'altro, a seconda della convenzione oraria o antioraria adottata. Solitamente si adotta la convenzione antioraria, e si suppone che l'angolo sia positivo spostandosi dall'asse delle ascisse in senso antiorario. Una circonferenza con tale angolo orientato è detta circonferenza goniometrica.
La circonferenza trigonometrica è una circonferenza goniometrica di raggio unitario (ossia goniometrica e unitaria). Essa è detta trigonometrica perché per definire seno, coseno, e da essi tutte le altre funzioni trigonometriche, servono un angolo orientato e un raggio unitario. Gli altri elementi presenti nei disegni sono una costruzione di geometria euclidea.
La circonferenza unitaria fornisce un modo intuitivo per visualizzare il seno e il coseno come funzioni periodiche, con le identità
{\displaystyle \cos t=\cos(2\pi k+t)}
{\displaystyle \sin t=\sin(2\pi k+t)}
per ogni {\displaystyle k} intero.
Queste identità discendono dal fatto che le coordinate {\displaystyle x} e {\displaystyle y} di un punto sulla circonferenza unitaria rimangono le stesse incrementando o decrementando l'angolo {\displaystyle t} di un numero qualsiasi di giri (1 giro = 2π radianti).

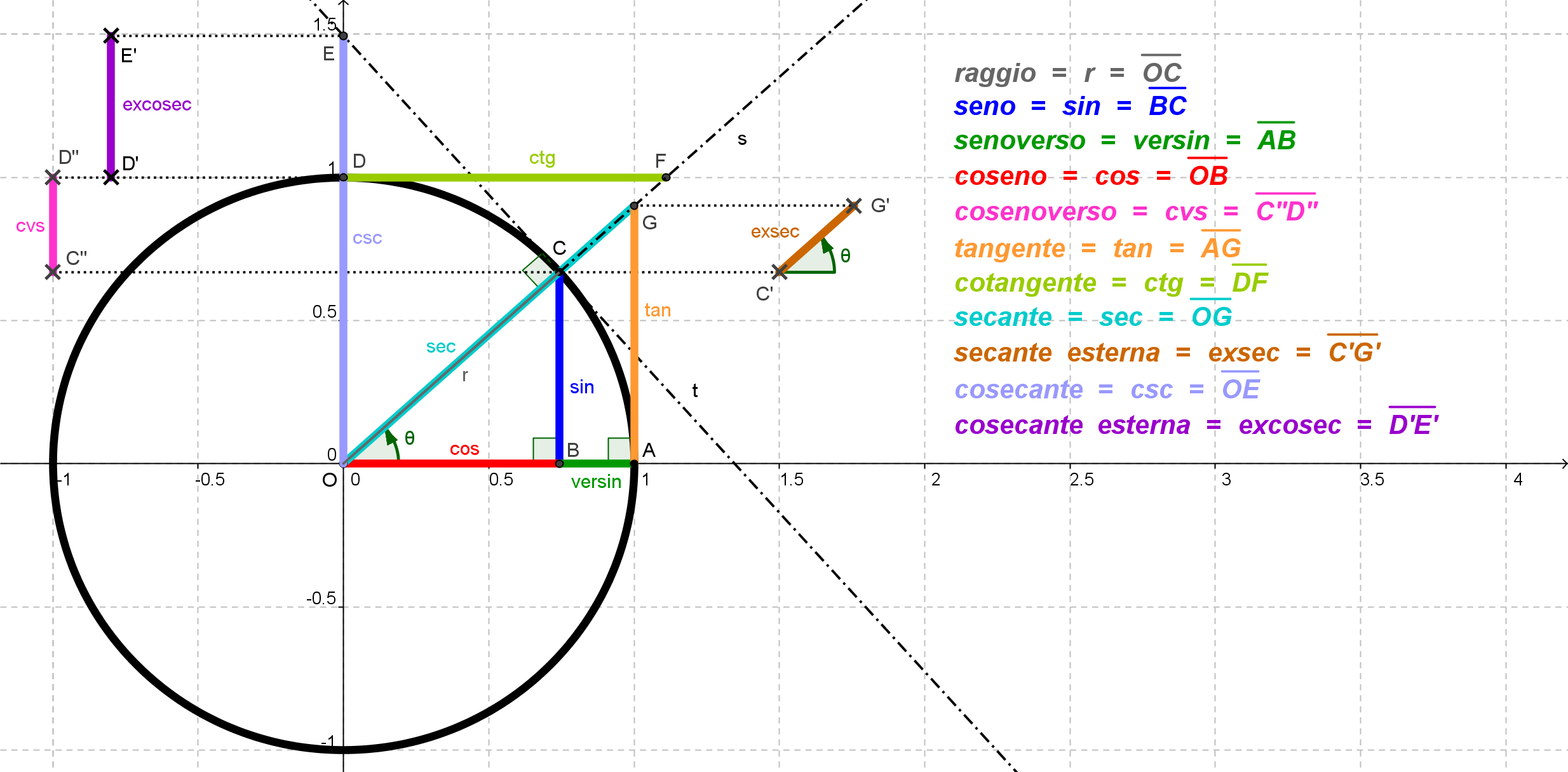
Tutte le funzioni trigonometriche possono essere costruite geometricamente in termini della circonferenza unitaria centrata nell'origine

Quando si lavora con triangoli rettangoli, seni, coseni, e altre funzioni trigonometriche ha senso parlare di misura di angoli maggiore di zero e minore di π/2. Tuttavia, usando la circonferenza unitaria, queste funzioni hanno un significato intuitivo per ogni misura di angolo reale.
In effetti, non solo seno e coseno, ma tutte le sei funzioni trigonometriche standard — seno, coseno, tangente, cotangente, secante, e cosecante, come anche le funzioni arcaiche come senoverso ed exsecante — possono essere definite geometricamente in termini della circonferenza unitaria.

## Area della circonferenza unitaria
Prendendo in considerazione solo la parte della circonferenza descritta dall'equazione {\displaystyle y={\sqrt {1-x^{2}}}} che la rappresenta nel 1° e nel 2º secondo quadrante, l'area di questa si calcolerà con un integrale {\displaystyle \int _{-1}^{1}{\sqrt {1-x^{2}}}dx={\frac {\pi }{2}}}. Allo stesso modo prendendo in considerazione la parte {\displaystyle y=-{\sqrt {1-x^{2}}}}, che descrive la circonferenza nel 3° e nel 4° quadrante, l'integrale che ne definisce l'area sarà {\displaystyle \int _{-1}^{1}-{\sqrt {1-x^{2}}}dx={\frac {\pi }{2}}}. Si può dire pertanto che l'area della circonferenza unitaria ha come valore {\displaystyle \pi }, visto che si può considerare come la somma dei due integrali
{\displaystyle \int _{-1}^{1}{\sqrt {1-x^{2}}}dx+\int _{-1}^{1}-{\sqrt {1-x^{2}}}dx=\int _{-1}^{1}\pm {\sqrt {1-x^{2}}}dx={\frac {\pi }{2}}+{\frac {\pi }{2}}=\pi }.
Si può inoltre dimostrare la veridicità di questa formula attraverso l'utilizzo della formula per calcolare l'area {\displaystyle A=r^{2}\cdot \pi }.
Sapendo che {\displaystyle r=1} otteniamo che {\displaystyle A=\pi }  C.V.D.

## Gruppo circolare
Ogni numero complesso può essere identificato con un punto del piano euclideo, chiamando il numero complesso {\displaystyle a+bi} esso è identificato con il punto {\displaystyle (a,b)}. Con questa relazione la circonferenza unitaria è un gruppo sotto la moltiplicazione, chiamato anche gruppo circolare. Questo gruppo ha importanti applicazioni in matematica e nelle scienze.